# Jose Serofia Palma
Jose Serofia Palma (Dingle, 19 de março de 1950) é um clérigo filipino e arcebispo católico romano de Cebu.

## Biografia
Palma nasceu em Dingle, na Arquidiocese de Jaro, em 19 de março de 1950. Estudou filosofia no Seminário São Vicente Ferrer e teologia no Seminário Regional São José. Posteriormente, obteve a Licenciatura em Teologia Sagrada pela Universidade São Tomás de Manila e o Doutorado pela Pontifícia Universidade São Tomás de Aquino, em Roma.
Foi ordenado sacerdote pela Arquidiocese de Jaro em 21 de agosto de 1976. Após um ano como vigário paroquial na Catedral de Jaro, lecionou no Seminário São Vicente Ferrer e, em seguida, tornou-se Reitor do Seminário Regional São José. Durante esse período, também ocupou vários cargos em comissões diocesanas. Em 1997, foi pároco da Paróquia Santo Antônio de Pádua, em Jaro.
Em 28 de novembro de 1997, o Papa João Paulo II o nomeou Bispo Titular de Vazari-Didda e Bispo Auxiliar de Cebu. O núncio apostólico nas Filipinas, Arcebispo Gian Vincenzo Moreni concedeu-lhe a consagração episcopal, em 13 de janeiro do próximo ano; os principais co-consagradores foram Alberto Jover Piamonte, Arcebispo de Jaro, e Fernando Capalla, Arcebispo de Davao.
Foi nomeado Bispo de Calbayog em 13 de janeiro de 1999 e empossado em 9 de março do mesmo ano.
Em 18 de março de 2006 foi pelo Papa Bento XVI nomeado arcebispo de Palo com posse em 2 de maio do mesmo ano. Em 1 de dezembro de 2009, foi eleito vice-presidente da Conferência Episcopal das Filipinas.
Foi nomeado arcebispo de Cebu em 15 de outubro de 2010 e tomou posse em 13 de janeiro do ano seguinte.
De 2011 a 2013, foi Presidente da Conferência Episcopal Católica das Filipinas. Foi membro de várias comissões episcopais ao longo dos anos. Ele também presidiu o Conselho para os Congressos Eucarísticos de 2015 a 2021; foi vice-presidente do Comitê para os Assuntos Episcopais de 2013 a 2015 e como vice-presidente da Comissão para a Doutrina da Fé de 2019 a 2021. Em 2021 tornou-se vice-presidente da Comissão para a Cultura e em 2023 seu presidente.
Em 11 de novembro de 2019, o Papa Francisco o nomeou membro do Pontifício Conselho para a Cultura. Em 18 de fevereiro de 2023, o Papa Francisco o nomeou membro do Dicastério para a Cultura e a Formação, que incluía o Pontifício Conselho para a Cultura.
Em 16 de julho de 2025, o Papa Leão XIV aceitou a sua renúncia como Arcebispo de Cebu, por idade.